# 車掛り (兵器)
車掛り（くるまかり、くるまかかり）は、18世紀の日本の書である『海国兵談』に記載・紹介されている車輪付きの突撃兵器（長車型兵器）であり、当書では、懸車とも表記される（上杉謙信が川中島の戦いで用いた陣形とは異なる）。
当書に記載されている破城槌の一種である「破門材」（二輪の長車で、左右の取っ手は縄）と構造的には同じで、槌自体に車輪を備え（前部に一輪のみの長車）、破城槌の応用兵器であり、左右に4人ずつ、計8人の百姓町人に用いさせた（当書に、勇気ある者に運用させるよう記述がある）突撃兵器である。従って、武士が運用する兵器ではない。
左右の取っ手は、破門材と異なり、棒状（当書では、「横木」と表記される）。運用者を矢玉・投石から守るために取っ手の手前には小盾が設置され、計8枚の盾が左右に4枚ずつ備えられていることに加え、先端には9本もの竹槍が扇状に備えられ、破城槌に攻防の役割を備えさせた改良兵器ともいえる。
十車から三十車（運用者が80から240人）といった複数台で、敵の隊中へ押し込む戦法が記述されており、歩兵が用いる兵器だが、当書に「人も馬も押し倒す」と記述されるように、対騎兵用ともなる。敵陣に突撃して、勢いを崩させ、その後に武者が切り込むことが戦術目的と記される。